# 科羅拉多河 (哥斯達黎加)
科羅拉多河（西班牙語：Río Colorado），是哥斯達黎加的河流，位於該國北部，屬於聖胡安河的三角洲地区，流經埃雷迪亞省和利蒙省，河道全長96公里，是熱門的旅遊景點。